# Pielgrzymowice (Opole)
Pour les articles homonymes, voir Pielgrzymowice.
Pielgrzymowice est une localité polonaise de la gmina de Wilków, située dans le powiat de Namysłów en voïvodie d'Opole.